# Tiếng Pháp Bỉ

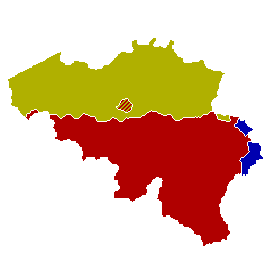
Tiếng Pháp tại Bỉ được nói bởi Cộng đồng dùng tiếng Pháp tại Bỉ, phân bố tại vùng màu đỏ trên bản đồ Bỉ này

Tiếng Pháp tại Bỉ được sử dụng chính thức bởi Cộng đồng dùng tiếng Pháp tại Bỉ (chiếm khoảng 40% dân số Bỉ), phân bố chủ yếu tại vùng đất nằm ở nửa phía Nam của nước này (vùng Wallonie) cũng như ở thủ đô Bruxelles. Ngoài ra tiếng Pháp còn được nói ở các vùng như Flandre, Anvers, Gand và Courtrai.

### Từ ngữ
Những từ chỉ được sử dụng trong tiếng Pháp tại Bỉ gọi là belgiscismes, các từ này đồng thời cũng được sử dụng trong tiếng Đức tại Bỉ nhưng không có trong tiếng Hà Lan tại Bỉ. Một người Bỉ nói tiếng Pháp vừa có thể dùng được các từ ngữ trong tiếng địa phương vừa dùng được các từ trong tiếng Pháp cơ bản. Có thể kể đến những khác biệt về từ như:
- Người Bỉ sử dụng septante cho 70 và nonante cho 90, trong khi ở tiếng Pháp căn bản, 70 chỉ được dùng dưới dạng 60 cộng với 10 (soixante-dix) và 90 là 4 nhân 20 cộng với 10 (quatre-vingt-dix). Tuy nhiên, ở Bỉ vẫn sử dụng quatre-vingt cho 80 (4 nhân 20).
- Các từ để chỉ bữa ăn trong ngày:

| Tiếng Việt | Tiếng Pháp ở Bỉ | Tiếng Pháp cơ bản |
| ---------- | --------------- | ----------------- |
| bữa sáng   | déjeuner        | petit déjeuner    |
| bữa trưa   | dîner/diner     | déjeuner          |
| bữa tối    | souper          | dîner/diner       |
| bữa khuya  | không dùng      | souper            |
- Những từ ảnh hưởng từ tiếng Đức
  - Trong tiếng Pháp cơ bản, s'il vous plaît mang nghĩa là làm ơn, voilà là ở đây, như thế đó. Trong tiếng Pháp ở Bỉ, 2 cấu trúc này lại đổi nghĩa cho nhau do ảnh hưởng từ tiếng Đức alstublieft.
  - Savoir (biết) được dùng thay thế cho pouvoir (có thể). Ví dụ: người Pháp nói "Je peux faire cette exercice"" (tôi có thể làm bài tập này), trong khi người Bỉ dùng "Je sais faire cette exercice".

### Ngữ pháp
Cũng bị ảnh hưởng chủ yếu từ tiếng Đức:
- Ça me goûte (điều đó làm tôi hài lòng), tiếng Pháp cơ bản là ça me plaît, ảnh hưởng cấu trúc Dat smaakt của tiếng Hà Lan.
- Tu viens avec? (bạn theo tôi chứ?), tiếng Pháp cơ bản là Tu m'accompagnes?, ảnh hưởng cấu trúc Kom je mee? của tiếng Hà Lan.
- Jouer poker (chơi bài), tiếng Pháp cơ bản là Jouer au poker, ảnh hưởng cấu trúc Poker spelen của tiếng Hà Lan.

Một số ví dụ về sự khác nhau giữa tiếng Pháp cơ bản và tiếng Pháp ở Bỉ
| Tiếng Việt             | Tiếng Pháp ở Bỉ                | Tiếng Pháp cơ bản                         |
| ---------------------- | ------------------------------ | ----------------------------------------- |
| đi vệ sinh             | aller à la toilette, à la cour | aller aux toilettes                       |
| không quá đông người   | Il y avait assez bien de monde | Il y avait pas mal de monde               |
| đúng giờ               | à tantôt                       | à tout à l'heure                          |
| tốt, ổn                | avoir bon                      | mang nghĩa của avoir une réponse correcte |
| nước nóng              | boiler                         | chauffe-eau                               |
| kẹo                    | boule                          | bonbon                                    |
| kem lạnh               | crème-glace                    | crème glacée                              |
| người học việc         | écolage                        | apprentissage                             |
| khăn tắm               | essuie de bain                 | serviette de bain                         |
| ngạo nghễ              | faire de son nez               | être arrogant, hautain                    |
| xếp hàng chờ tính tiền | faire la file                  | faire la queue                            |
| điện thoại di động     | GSM                            | téléphone portable                        |
| cái đứng chót          | pète                           | le derrière, les fesses                   |
| túi xách tay           | sacoche                        | sac à main                                |
| bỏ trốn                | s'encourir                     | s'enfuir                                  |